# Jorge Triaca (hijo)
Jorge Alberto Triaca (Buenos Aires, 30 de marzo de 1974) es un economista argentino, que ejerció como diputado nacional por la Ciudad Autónoma de Buenos Aires, representando al PRO. En 2015 fue nombrado ministro de Trabajo por Mauricio Macri, cargo que ocupó hasta 2018 cuando fue degradado a secretario de Trabajo del ministerio de Producción tras una reestructuración del gabinete.

## Biografía

### Comienzos
Es hijo del gremialista y político Jorge Alberto Triaca, ministro de Trabajo durante el menemismo entre 1989 y 1992 e interventor de la Sociedad Mixta Metalúrgica Argentina (Somisa).En 1998 fue designado por su padre como director «Reforma del Sector Productivo» (1998) del Ministerio de Trabajo y Seguridad Social. Abandonósu cargo tras el fin de la intervención en la ex siderúrgica estatal al ser procesado su padre por el presunto cobro de una coima por la compra de dos nuevos edificios para la empresa.
Casado con María Cecilia Loccisano,con quien tiene dos hijos.
Desde la llegada de Cambiemos al poder y la designación de Triaca cómo ministro se descubre que varios parientes directos o políticos de Triaca fueron ubicados con cargos en el Estado: entre ellas la designación de Mariana Triaca, una de sus hermanas, como directora del Banco Nación, mientras que su pareja, Ernesto Reta,fue colocado por el gobierno en el directorio del Banco de Inversión y Comercio Exterior; otra de sus hermanas, Lorena Triaca, se fue nombrada directora en la Agencia de Inversiones; en tanto que la esposa del ministro, María Cecilia Loccisano, es fue nombrada subsecretaria de Coordinación en el Ministerio de Salud de la Nación, mientras su yerno fue ubicado por Triaca cómo interventor del Somu.

### Diputado nacional
Fue diputado nacional por la Ciudad Autónoma de Buenos Aires por el PRO, entre 2009 y 2015contribuyó a la candidatura del cómico Miguel del Sel cómo gobernador en la provincia de Santa Fe.

### Ministro de trabajo (2015-2018)
Asumió como ministro de Trabajo del gobierno de Mauricio Macri el 10 de diciembre de 2015.No se le registraron estudios universitariosDurante su paso por el Ministerio la prensa detecto varios casos de nepotismo,  entre otros casos al colocar a su ex empleada y a su asesor Alejandro Gómez en puestos en el Ministerio, Triaca coloco en el Somu sindicato intervenido por el ministro a su cuñado, Sergio Borsalino.Mariana Triaca fue nombrada directora del Banco Nación hermana del ministro de Trabajo, Jorge Triaca, su otra hermana Lorena Triaca nombrada directora de Asuntos Externos de la Agencia Nacional de Inversiones. Su esposa María Cecilia Loccisano nombrada coordinadora el área de Financiamiento Internacional del Ministerio de Salud.
En medio de un duro conflicto en el que los empleados de la cartera laboral reclaman la reincorporación de 280 despedidos, el ministerio de Trabajo conducido por Triaca les inició causas judiciales a sus delegados. Triaca también contrató para su ministerio a su cuñado y a un militante del PRO con sueldos mayores a 50 mil pesos, denunciándose maniobras a través de los contratos que hizo para emplear irregularmente a amigos y familiares.Meses después de asumir como ministro de Trabajo se produjo la designación sin concurso previo de su esposa María Cecilia Loccisano, que llegó a la administración pública a través de un decreto, junto a la esposa de Eduardo Amadeo.
Durante los primeros meses de gestión en los meses de enero y febrero de 2016 se produjeron 107 000 despidos, lo que aumentó la tasa de desempleo más del 0,5 %. De ese total, la mitad —54 000 puestos de trabajo— tuvo lugar en el sector de la construcción, debiéndose principalmente a los atrasos en los pagos de certificados en la obra pública. Las razones de los despidos en la industria, otro sector en el que los despidos fueron importantes, fueron la caída de la demanda, la incertidumbre sobre el rumbo de la economía, el aumento de las tarifas energéticas y el de las importaciones, incrementándose a 124.000 despidos en cuatro meses, 95 % de aumento con respecto al mismo período de 2015, y más de 38 000 mil trabajadores suspendidos, equivalente a 35 veces más que en igual mes de 2015. Así mismo aumentó la conflictividad laboral, los paros se incrementaron en un 67 % anual y la duración de los conflictos un 157 % anual.
El 7 de septiembre de 2016, en ocasión de presentar ante el Congreso el proyecto de ley de Empleo Joven, Triaca admitió que en los meses previos se crearon 35 000 puestos de trabajo y se perdieron 120 000, la mayoría en dos sectores (construcción e industria manufacturera) y señaló al «sinceramiento de la economía» como causa de ese balance.
Según los informes del Centro de Economía Política Argentina (Cepa), que sigue la evolución del empleo desde diciembre de 2015 a mayo de 2016 se acumularon 167 mil despidos y suspensiones; valor que alcanzaba los 213 166 a septiembre de 2016.
En el primer trimestre de 2017 la tasa de desempleo creció al 9,2%, el nivel más alto en los últimos diez años.
El 15 de noviembre de 2018, Jorge Triaca (h) anunció que decidía alejarse de la administración pública por cuestiones netamente personales, rechazando que la decisión se haya desencadenado por las denuncias en su contra. Sin embargo, efectivizó su renuncia justo el mismo día en el que se filtraron videos en las redes sociales donde aparecerían dos de sus principales colaboradores (su chofer Adrian Corti, y Patricio Castro, amigo personal del funcionario) que se reparten fajos de dinero, supuestamente provenientes de un gremio intervenido.
Su renuncia se efectivizó recién en diciembre de 2018.
En 2019 fue denunciado por asociación ilícita para extorsionar y coaccionar abogados del fuero laboral,  según la denuncia la asociación ilícita estaría encabezada por el presidente Mauricio Macri y funcionarios como el ministro de Producción, Dante Sica y el secretario de Trabajo, Jorge Triaca. La denuncia detectó irregularidades en Córdoba, con más de 100 profesionales entre abogados, empresarios, contadores, médicos, escribanos, que fueron detenidos arbitraria y  reuniones entre el propio Presidente, con Sica y Triaca para llevar a cabo la ofensiva.En 2019 se filtrarían audios y chats del gobierno donde se hablaba de perseguir a opositores y sindicalistas, ese mismo año uno de los arrepentidos dio detalles de la reunión en la Casa Rosada en que Mauricio Macri ordenó perseguir a los sindicalistas reveló todos los detalles a Página/12 
"Desde ahora, el que queda a cargo de coordinar esto es Gustavo (Arribas), fue la orden ilegal que dio Mauricio Macri el 4 de mayo de 2017 a los asistentes a la reunión en la Casa Rosada, donde estaban Patricia Bullrich, Guillermo Dietrich, jorga Triaca y Gustavo Garavano. Macri puso en manos de la Agencia Federal de Inteligencia (AFI) manejada por el PRO una ofensiva ilegal contra el sindicalismo opositor, mediante el espionaje, extorsiones, filtrado de datos personales, y armado de causas judiciales.
En mayo de 2024 tras una auditoría la Secretaría de Trabajo, a cargo de Sandra Pettovello, aliada al macrismo, denunció que durante el gobierno de Cambiemos hubo en el Ministerio de Trabajo una asociación ilícita que hizo negocios millonarios a costa del Estado. La Ministra denunció a trece funcionarios y empleados de Mauricio Macri, entre ellos a Triaca por pagos  irregulares de 600 millones de pesos a favor de una Asociación Civil  fantasma entre 2017 y 2019.

## Controversias
Triaca causó controversia al participar en una misa en recuerdo de Miguel Ángel Egea, vinculado a crímenes de lesa humanidad y robo de bienes durante la última dictadura.
En el mes de noviembre del 2016, estuvo presente en las negociaciones que llevaron adelante las cámaras bancarias con el gremio Asociación Bancaria, que nuclea a los trabajadores del sector financiero, donde las patronales aceptaron abonar un aumento salarial del 24,5%. Este acuerdo pre paritario fue firmado y negociado en la presencia de Jorge Triaca. Meses después, el mismo Triaca no homologa el acuerdo suscrito bajo su supervisión dando a entender que cedió ante la presión del presidente Mauricio Macri que estipuló que ninguna negociación paritaria debía superar el 18%, de esta forma, se asegura que los pronósticos inflacionarios de su gabinete económico podrían ser creíbles. 
La Asociación Bancaria, liderada por Sergio Palazzo presentó recursos judiciales ante la Cámara de Apelaciones que resolvió el conflicto de la siguiente forma:

"La Cámara Nacional de Apelaciones del Trabajo resuelve:

1. Hacer lugar a la medida cautelar solicitada, estableciendo la obligatoriedad cautelar del cumplimiento de las cláusulas del acuerdo firmado al ámbito empresarial de representación comprendido en el convenio de actividad y ordenar al Estado Nacional (P.E.N) que no interfiera en el cumplimiento del acuerdo mientras el mismo se encuentre en conocimiento judicial (artículo 109 de la Constitución Nacional)."

El 6 de febrero de 2017 y por exhortación de Jorge Triaca, las cámaras bancarias, a excepción del Banco de La Pampa, no abonaron el aumento del 24,5% que firmaron y fue posteriormente confirmado por un fallo judicial en favor de la Asociación Bancaria y sus trabajadores. La Asociación Bancaria denunció a Jorge Triaca por desacato a la Justicia, por incumplimiento de los deberes del funcionario público y por negociaciones incompatibles con el ejercicio de Funciones Públicas. También la Asociación Bancaria presentará en la Organización Internacional del Trabajo una denuncia por el accionar anticonstitucional del Poder Ejecutivo Nacional al interferir en las negociaciones salariales.[cita requerida]

### Polémica por acusaciones de nepotismo y manejos en el SOMU
En enero de 2018 se filtró un audio donde Triaca despide e insulta a una empleada suya. Sandra Heredia (que trabajaba en negro desde 2012) fue despedida sin previo aviso, sin recibir indemnización, de forma injustificada y por insultos a través de WhatsApp. Además, trabajaba como Delegada de la Intervención en el sindicato del SOMU, colocada allí por Triaca. El ministro admitió el hecho en su cuenta de Twitter.
Con ello se destapó un escándalo por la contratación de familiares y allegados en el Sindicato de Obreros Marítimos Unidos (SOMU), intervenido por el gobierno de Mauricio Macri desde fines de 2015. Heredia, denunció que cuando pidió un aumento por su trabajo en la casa de la familia Triaca le dieron un cargo en el SOMU como delegada interventora de la sed de San Fernando. A partir de sus dichos, se conoció también que Sergio Borsalino, cuñado de Jorge Triaca, quién está a cargo de la gestión de Cambiemos en el sindicato también fue nombrado en un cargo por los interventores del SOMU. A raíz de ellos los medios destaparon que varios familiares del ministro de Trabajo  fueron designados en el Estado: Mariana Triaca, una de sus hermanas, fue nombrada directora del Banco Nación, su pareja, Ernesto Reta, fue colocado en el directorio del Banco de Inversión y Comercio Exterior; otra de sus hermanas, Lorena Triaca, fue nombrada directora en la Agencia de Inversiones y la esposa del ministro, María Cecilia Loccisano,  subsecretaria de Coordinación en el Ministerio de Salud. Borsalino, casado con Silvia Triaca, otra de las hermanas del funcionario, y ya había sido contratado por el propio Ministro para prestar asistencia técnica a la cartera. Su esposa, María Cecilia Loccisano, era hasta hoy subsecretaria de Coordinación Administrativa del Ministerio de Salud. Mariana Triaca, otra de sus hermanas, fue designada en diciembre pasado como directora del Banco de la Nación Argentina (BNA), su otro uñado fue colocado como parte del directorio del Banco de Inversión y Comercio Exterior (BICE). 
A raíz de ello se criticó el manejo de Cambiemos del sindicato. La exempleada declaró que en abril de 2017 fue nombrada por Triaca como delegada interventora del sindicato en San Fernando, al parecer con el objetivo último de recomponer su salario como casera de la quinta de Boulogne de la familia. Triaca le ofreció trabajo en el SOMU con la condición de que estuviera a disposición plena de él. Además trascendió habría otros 250 casos similares de contratados por la intervención. Durante la intervención también fue nombrado el hijo del jardinero de la quinta de Triaca en el gremio. Días después se conoció otro caso, el de una bailarina de fiestas privadas que conoció en una fiesta "homenaje" a Miguel del Sel a la que se citó en el Ministerio para ofrecerle trabajo como secretaria, según Heredia Jorge-Traica- la mandó al SOMU para "que la piba no hablara". También se filtró a la prensa que su hermana Lorena Triaca sólo en el período 2014 a 2017 obtuvo contratos  millonarios para su empresa en la Ciudad de Buenos Aires por 63 millones de pesos, donde 29 de los 30 casos fueron vía contratación directa sin licitación. Hasta 2014 la empresa de Lorena Triaca realizaban licitaciones públicas donde a esta empresa no le iba bien, luego ha sido sistemáticamente adjudicataria vía directa. La empresa fue adjudicataria de obras para el Ministerio de Salud, el Hospital Santa Lucía y la Agencia de Sistemas de Información, entre otros. Lorena Triaca, formaba parte del Ministerio de Relaciones Exteriores y Culto de la Nación. 
A las acusaciones de nepotismo se sumó la controversia en enero de 2018 cuando el Ministerio de Salud de la Nación frenó el envío de fármacos para el HIV  a los hospitales y las provincias afectadando a unas 70 mil personas. La responsable administrativa de la demora fue María Cecilia Locciasano, esposa del ministro Triaca, produciéndose faltante de retrovirales. Esto no se producía desde 2001, cuando ante la renuncia de Fernando de la Rúa, se fue la directora del Programa SIDA, y entre el 15 de diciembre y el 15 de enero hubo faltantes muy severas.
En marzo se produjeron nuevas revelaciones de desmanejos en el SOMU que involucraban a Triaca y a su familia; entre ellas que su hermano cobró medio millón de pesos del SOMU por organizar una fiesta; y el desvío de cajas; Sandra Heredia contó como el ministro desviaba las cajas navideñas para los marineros y que más de 100 cajas que debían ser destinadas a los afiliados terminaron en la quinta del ministro.

### Polémica por otros desvíos de fondos[32]
A fines de octubre de 2018, Triaca quedó envuelto en otra polémica, al ser denunciado en la Justicia por el presunto desvío de fondos en un sindicato bajo intervención política y judicial desde 2016. El entonces ministro fue acusado de desviar dinero de la Unión del Personal de Seguridad de la República Argentina (UPSRA), un gremio de unos 15 mil afiliados que reúne a vigiladores, patovicas y policías exonerados.
En una de las denuncias, se lo acusa al funcionario de extorsión, cohecho y enriquecimiento ilícito. El denunciante es Cristian Raúl Felice, un empresario que habría brindado servicios de limpieza y seguridad en UPSRA, a través de firmas de las que fue gerente.